# Клиъруотър (окръг, Айдахо)
Вижте пояснителната страница за други значения на Клиъруотър.
Окръг Клиъруотър (на английски: Clearwater County) е окръг в щата Айдахо, Съединени американски щати. Площ 6444 km² (10,17% от площта на щата). Население – 8546 души (2017), 0,54% от населението на щата, гъстота 1,33 души/km². Административен център град Орофино.
Окръгът е разположен в северната част на щата. На изток граничи с щата Монтана, на юг – с окръг Айдахо, на запад – с окръзите Луис и Нез Пърс, на запад – с окръг Лата, на север – с окръг Шошони. Релефът е изцяло планински, като в източната му част се простират западните склонове на мощния хребет Битеррут (част от Скалистите планини) и тук се намира максималната височина на окръга връх Родос 7930 f (2417 m). Средната част е заета от планините Клируотър и само в крайната западна част на окръга има равнинни и хълмисти участъци. В крайния югозападен сектор на окръга, в т.ч. и през административния център Орофино преминава част от средното течение на река Клируотър (десен приток на Снейк, която е ляв приток на Колумбия). На 5 km надолу от град Орофино, от дясно в Клеруотър се влива река Северен Клируотър, на която е изграден големия язовир Дуоршек.
Най-голям град в окръга е административният център Орофино 3142 души (2010 г.), а останалите селища са под 1000 души.
От северозапад на югоизток, през западната част на окръга, в т.ч. и през Орофино, на протежение от 19 мили (30,6 km) преминава участък от трасето на Междущатско шосе .
Окръгът е образуван на 27 февруари 1911 г. и е наименуван по името на протичащата през него река Клируотър. Крайната югозападна част на окръга, в т.ч. и административния център Орофино попада североизточния участък от индианския резерват „Нез Пърс“.